# Équipe d'Ouzbékistan féminine de football
Cet article traite de l'équipe féminine. Pour l'équipe masculine, voir Équipe d'Ouzbékistan de football.
L'équipe d'Ouzbékistan féminine de football est l'équipe nationale qui représente l'Ouzbékistan dans les compétitions internationales de football féminin. Elle est gérée par la Fédération d'Ouzbékistan de football.
Les Ouzbèkes ont participé à 5 éditions de la Coupe d'Asie, sans jamais dépasser le stade de la phase de groupes. Elles n'ont jamais participé à une phase finale de Coupe du monde ou des Jeux olympiques.
L'équipe remporte le Championnat d'Asie centrale féminin de football en 2018 et en 2022. 

## Classement FIFA
| Année              | 2003 | 2004 | 2005 | 2006 | 2007 | 2008       | 2009 | 2010 | 2011 | 2012 | 2013 | 2014       | 2015 | 2016 | 2017 | 2018       | 2019 | 2020 | 2021 | 2022 | 2023 | 2024 |
| ------------------ | ---- | ---- | ---- | ---- | ---- | ---------- | ---- | ---- | ---- | ---- | ---- | ---------- | ---- | ---- | ---- | ---------- | ---- | ---- | ---- | ---- | ---- | ---- |
| Classement mondial | 49   | 49   | 49   | 48   | 49   | Non classé | 47   | 48   | 40   | 41   | 42   | Non classé | 43   | 42   | 41   | Non classé | 42   | 41   | 45   | 49   | 47   | 51   |
| Classement AFC     | 10   | 10   | 10   | 10   | 10   | Non classé | 10   | 10   | 8    | 8    | 10   | Non classé | 9    | 9    | 8    | Non classé | 9    | 8    | 9    | 10   | 9    | 10   |